# Sondeo de profundidad

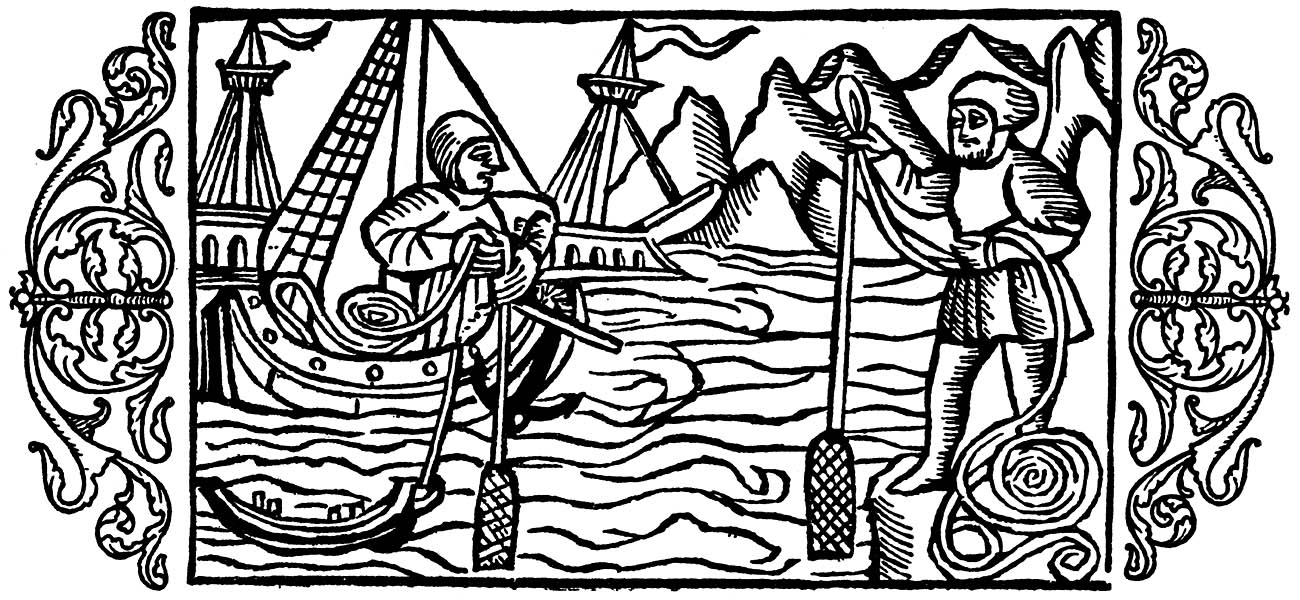
Un marinero y un hombre en tierra, ambos sondeando la profundidad con un cabo

El sondeo de profundidad, a menudo llamado simplemente sondeo, consiste en medir la profundidad de una masa de agua. Los datos obtenidos de las sondas se utilizan en batimetría para elaborar mapas del fondo de una masa de agua, como la topografía del lecho marino.
Tradicionalmente, las sondas se indicaban en las cartas náuticas en brazas y pies. La Administración Nacional Oceánica y Atmosférica (NOAA), organismo responsable de los datos batimétricos en Estados Unidos, sigue utilizando las brazas y los pies en las cartas náuticas. En otros países, el Sistema Internacional de Unidades (metros) se ha convertido en la norma para medir la profundidad.

## Historia

### Plomo y línea

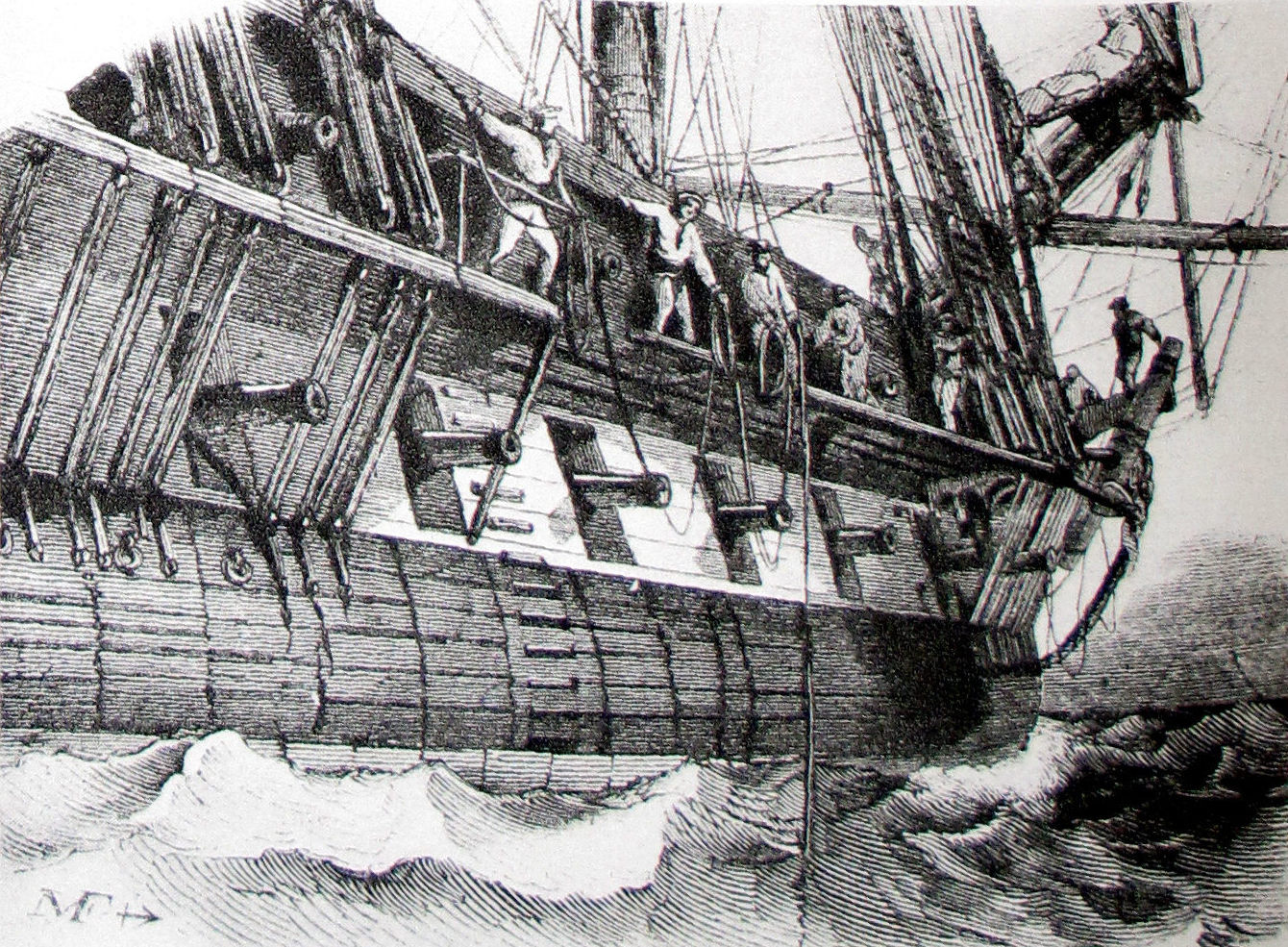
Sonda de plomo y cabo

Un cabo de sondeo o cabo de plomo es un cabo delgado con una plomada, generalmente de plomo, en su extremo. Independientemente de la composición real de la plomada, se sigue llamando "plomo". Las plomadas eran lanzadas por un plomero, normalmente de pie en las mesas de guarnición del barco, contra los obenques.
La medición de la profundidad del agua con plomo y sedal se remonta a la civilización antigua. Hoy en día se sigue utilizando ampliamente en la navegación de recreo y como apoyo a los dispositivos electrónicos de sondeo por eco, que son propensos a fallos e imprecisiones. Se sabe que los navegantes griegos y romanos utilizaban cables de sondeo, algunos de los cuales han sido descubiertos por arqueólogos. El sondeo con plomos y cabos continuó durante la Edad Media y principios de la Edad Moderna, y aún se utiliza con frecuencia en la actualidad. En los Hechos de los Apóstoles se describe el sondeo con plomo y cordel, mientras que en el Tapiz de Bayeux se documenta el uso de una sonda de plomo durante el desembarco de Guillermo el Conquistador en Inglaterra en 1066. La sonda de plomo y línea se utiliza junto con las pértigas de sondeo y/o los dispositivos de sondeo por eco, especialmente cuando se navega en aguas poco profundas y en ríos.

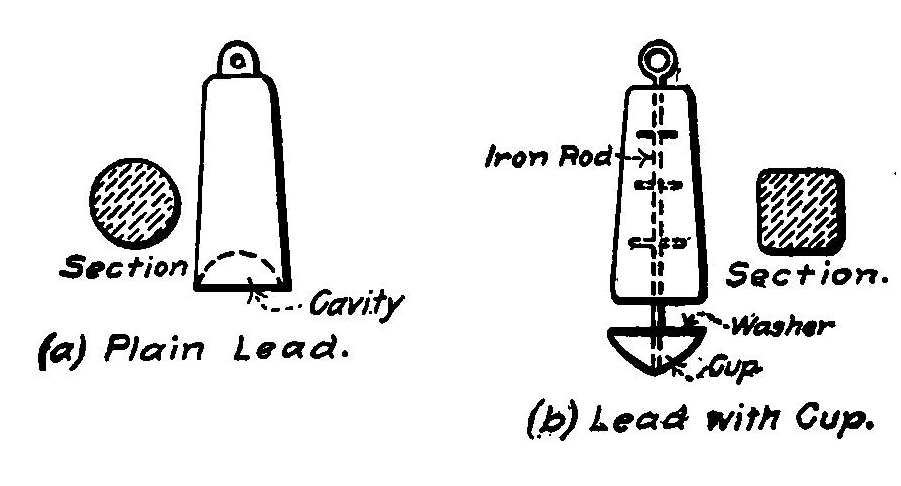
Plomos de sondeo

En el mar, para evitar tener que recoger y medir repetidamente el cabo mojado estirándolo con los brazos, es práctica común atar marcas a intervalos a lo largo del cabo. Estas marcas están hechas de cuero, percal, sarga y otros materiales, y tienen una forma y una fijación tales que es posible "leerlas" a ojo durante el día o al tacto por la noche. Tradicionalmente, las marcas se situaban cada dos o tres brazas: a las 2, 3, 5, 7, 10, 13, 15, 17 y 20 brazas. El "guía" anunciaba la profundidad a medida que la leía en la línea. Si la profundidad estaba en una marca, decía "por la marca" seguido del número, mientras que si estaba entre dos marcas, decía "por la profundidad" seguido del número estimado; así, "por la marca cinco", ya que hay una marca de cinco brazas, pero "por la profundidad seis", ya que no hay marca de seis brazas. Las fracciones se indicaban precediendo el número con las frases "y media", "y un cuarto" o "un cuarto menos"; así, 4 3/4 brazas se llamarían "un cuarto menos cinco", 3 1/2 " tres y media", etc. Cuando la profundidad era superior a 20 brazas, la línea se marcaba comúnmente con un solo nudo a 25 brazas, dos nudos a 30, etc.
Los sondeos también pueden realizarse para establecer la posición del buque como ayuda a la navegación, no sólo por seguridad. Los sondeos de este tipo solían realizarse con plomos que tenían un fajo de sebo en una concavidad en la parte inferior de la plomada. El sebo hacía aflorar parte de los sedimentos del fondo (arena, guijarros, arcilla, conchas) y permitía a los oficiales del barco estimar mejor su posición proporcionando información útil para el practicaje y el fondeo. Si la plomada salía limpia, significaba que el fondo era de roca. Las cartas náuticas proporcionan información sobre los materiales del fondo marino en determinados lugares. Las cartas náuticas también incluyen curvas de nivel de profundidad. Así, a veces es posible navegar con poca visibilidad observando a qué línea de contorno se está más cerca.

### Mecanización

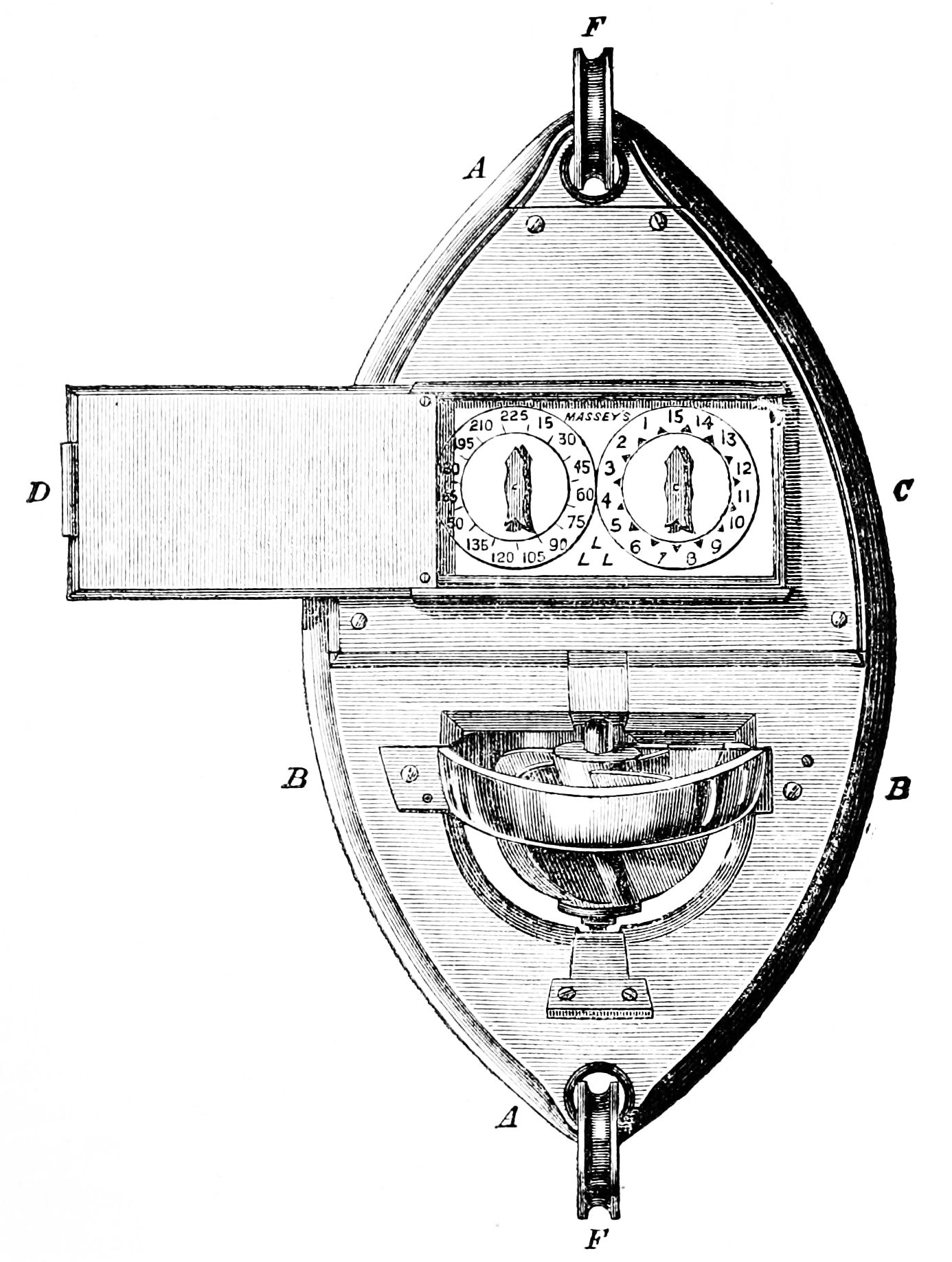
La máquina de sondeo de Edward Massey

En el siglo XIX se realizaron varios intentos de mecanizar las sondas de profundidad. Los diseños iban desde complejas máquinas de latón hasta sistemas de poleas relativamente sencillos. Las marinas de todo el mundo, en particular la Royal Navy británica, estaban preocupadas por la fiabilidad de las sondas de plomo y de línea. La introducción de nuevas máquinas se entendió como una forma de estandarizar las prácticas de sondeo en una época en la que la disciplina naval era motivo de gran preocupación.
Una de las máquinas de sondeo más utilizadas fue desarrollada en 1802 por Edward Massey, un relojero de Staffordshire. La máquina estaba diseñada para fijarse a un cable de sondeo. Disponía de un rotor que hacía girar una esfera a medida que el cable se hundía en el fondo marino. Al tocar el fondo, el rotor se bloqueaba. La sonda de Massey podía entonces ser arrastrada y la profundidad leída en brazas. En 1811, la Marina Real había comprado 1.750 de estos aparatos: uno por cada barco en servicio durante las guerras napoleónicas. La Junta de Longitud fue decisiva para convencer a la Marina Real de que adoptara la máquina de Massey.
La de Massey no fue la única máquina de sondeo adoptada durante el siglo XIX. La Marina Real también adquirió varias boyas y tenazas de Peter Burt. Esta máquina era bastante diferente de la de Massey. Consistía en una bolsa de lona inflable (la boya) y una polea de madera con resorte (la tenaza). De nuevo, el dispositivo estaba diseñado para funcionar junto a un plomo y un sedal. En este caso, se tiraba de la boya por detrás del barco y se pasaba el cabo por la polea. A continuación se soltaba el cabo. La boya aseguraba que el plomo cayera perpendicular al fondo marino incluso cuando el barco se movía. La polea, accionada por un muelle, atrapaba el cabo cuando el plomo tocaba el fondo marino, lo que garantizaba una lectura precisa de la profundidad.
Tanto las máquinas de Massey como las de Burt estaban diseñadas para funcionar en aguas relativamente poco profundas (hasta 150 brazas). Con el crecimiento de la telegrafía de los fondos marinos a finales del siglo XIX, se introdujeron nuevas máquinas para medir profundidades mucho mayores. La máquina de sondeo en aguas profundas más utilizada en el siglo XIX fue la máquina de sondeo de Kelvin, diseñada por William Thomson (Lord Kelvin) y patentada en 1876. Funcionaba según el mismo principio que la sonda de plomo y línea. En este caso, el hilo consistía en un tambor de cuerda de piano, mientras que el plomo tenía un peso mucho mayor. Las versiones posteriores de la máquina de Kelvin también incorporaban un tambor motorizado para facilitar el enrollado y desenrollado del hilo. Estos aparatos también disponían de un dial que registraba la longitud del hilo lanzado.

## Ecosondeos
Durante el siglo XX se utilizaron tanto la tecnología de línea y plomo como las máquinas de sondeo, pero en el siglo XXI la ecosonda ha ido desplazando cada vez más a ambos métodos. En muchos buques todavía se puede encontrar un cabo de sondeo como apoyo a la sonda de profundidad electrónica en caso de avería. El GPS ha sustituido en gran medida al sextante y al cronómetro para establecer la posición en el mar, pero muchos marinos siguen llevando un sextante y un cronómetro como reserva. Muchas embarcaciones pequeñas siguen dependiendo únicamente de una línea de sondeo.
El primer fathómetro práctico (literalmente "medidor de brazas"), que determinaba la profundidad del agua midiendo el tiempo necesario para que volviera el eco de un sonido agudo enviado a través del agua y reflejado en el fondo marino, fue inventado por  y patentado en 1928.